# Многочлены Цернике

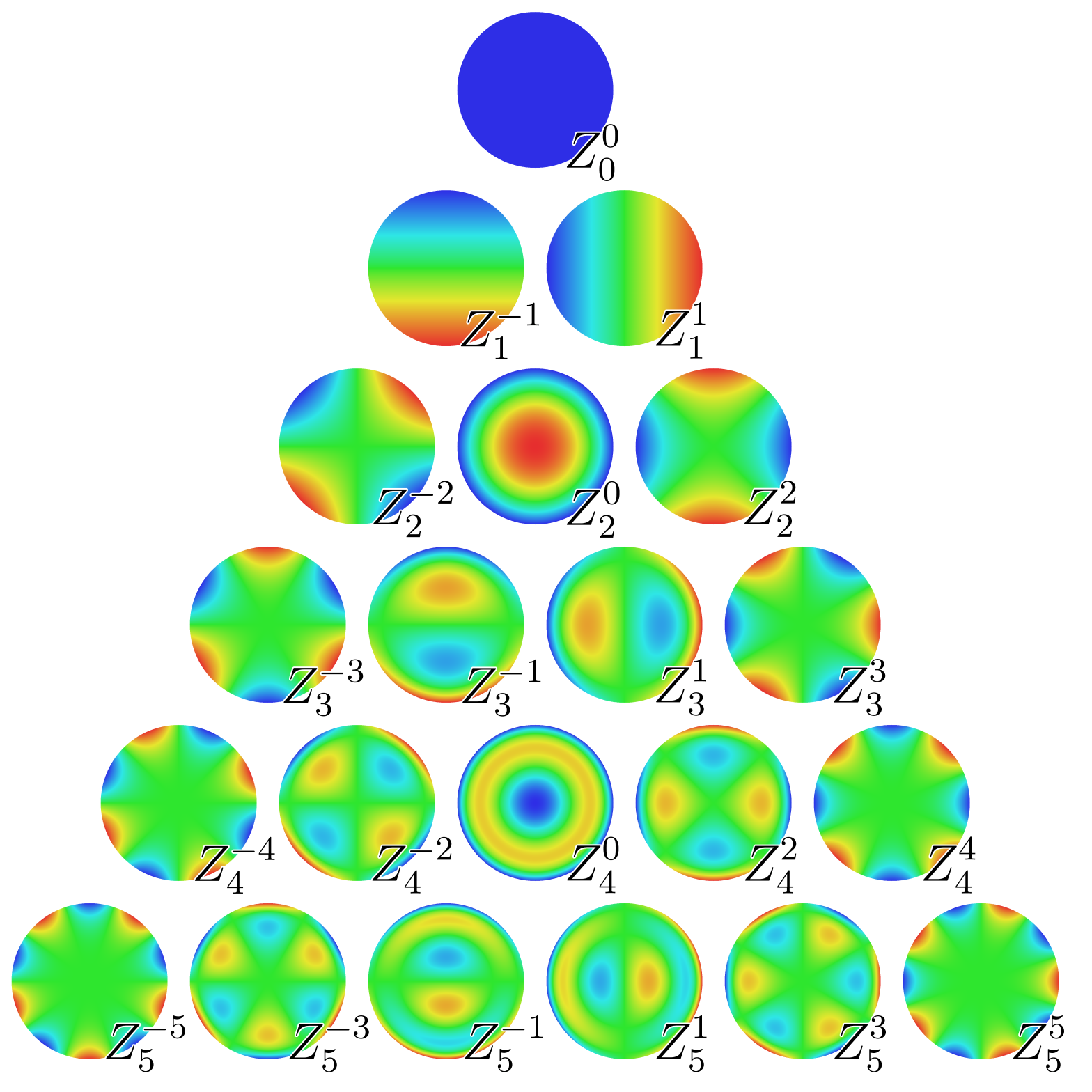
Графики значений в единичном круге.

Многочлены Цернике — последовательность многочленов, которые являются ортогональными на единичном круге. Названы в честь лауреата Нобелевской премии, оптика и изобретателя фазово-контрастного микроскопа Фрица Цернике. Они играют важную роль в оптике.

## Определения
Есть чётные и нечётные многочлены Цернике. 
Чётные многочлены определены как
{\displaystyle Z_{n}^{m}(\rho ,\varphi )=R_{n}^{m}(\rho )\,\cos(m\,\varphi )},
а нечётные как
{\displaystyle Z_{n}^{-m}(\rho ,\varphi )=R_{n}^{m}(\rho )\,\sin(m\,\varphi ),},
где m и n — неотрицательные целые числа, такие что n≥m, φ — азимутальный угол, а ρ — радиальное расстояние, {\displaystyle 0\leq \rho \leq 1}. Многочлены Цернике ограничены в диапазоне от −1 до +1, т.е. {\displaystyle |Z_{n}^{m}(\rho ,\varphi )|\leq 1}.
Радиальные многочлены {\displaystyle R_{n}^{m}} определяются как
{\displaystyle R_{n}^{m}(\rho )=\!\sum _{k=0}^{(n-m)/2}\!\!\!{\frac {(-1)^{k}\,(n-k)!}{k!\,((n+m)/2-k)!\,((n-m)/2-k)!}}\;\rho ^{n-2\,k}}
для чётных значений n − m , и тождественно равны нулю для нечётных n − m .

### Другие представления
Переписав дробь с факториалами в радиальной части в виде произведения биномиальных коэффициентов, можно показать, что коэффициенты при степенях {\displaystyle \rho } суть целые числа:
{\displaystyle R_{n}^{m}(\rho )=\sum _{k=0}^{(n-m)/2}(-1)^{k}{\binom {n-k}{k}}{\binom {n-2k}{{\tfrac {n-m}{2}}-k}}\rho ^{n-2k}}.
Для выявления рекуррентностей, для демонстрации того факта, что эти многочлены являются частным случаем многочленов Якоби, для записи дифференциальных уравнений и т.д., используется запись в виде гипергеометрических функций:
{\displaystyle {\begin{aligned}R_{n}^{m}(\rho )&={\binom {n}{\tfrac {n+m}{2}}}\rho ^{n}\ {}_{2}F_{1}\left(-{\tfrac {n+m}{2}},-{\tfrac {n-m}{2}};-n;\rho ^{-2}\right)\\&=(-1)^{\tfrac {n+m}{2}}{\binom {\tfrac {n+m}{2}}{\tfrac {n-m}{2}}}\rho ^{m}\ {}_{2}F_{1}\left(1+n,1-{\tfrac {n-m}{2}};1+{\tfrac {n+m}{2}};\rho ^{2}\right)\end{aligned}}}
для четных значений n − m.

## Свойства

### Ортогональность
Ортогональность в радиальной части записывается равенством
{\displaystyle \int _{0}^{1}\rho {\sqrt {2n+2}}R_{n}^{m}(\rho )\,{\sqrt {2n'+2}}R_{n'}^{m}(\rho )\,d\rho =\delta _{n,n'}.}
Ортогональность в угловой части представляется набором равенств
{\displaystyle \int _{0}^{2\pi }\cos(m\varphi )\cos(m'\varphi )\,d\varphi =\varepsilon _{m}\pi \delta _{|m|,|m'|},}
{\displaystyle \int _{0}^{2\pi }\sin(m\varphi )\sin(m'\varphi )\,d\varphi =(-1)^{m+m'}\pi \delta _{|m|,|m'|};\quad m\neq 0,}
{\displaystyle \int _{0}^{2\pi }\cos(m\varphi )\sin(m'\varphi )\,d\varphi =0,}
где параметр {\displaystyle \varepsilon _{m}} (его иногда называют множителем Неймана) полагают равным 2, если {\displaystyle m=0}, и равным 1, если {\displaystyle m\neq 0}. Произведение угловой и радиальной частей устанавливает ортогональность функций Цернике по обеим переменным при интегрировании по единичному кругу:
{\displaystyle \int Z_{n}^{m}(\rho ,\varphi )Z_{n'}^{m'}(\rho ,\varphi )\,d^{2}r={\frac {\varepsilon _{m}\pi }{2n+2}}\delta _{n,n'}\delta _{m,m'},}
где {\displaystyle d^{2}r=\rho \,d\rho \,d\varphi } — якобиан полярной системы координат, а оба числа {\displaystyle n-m} и {\displaystyle n'-m'} — четные.

## Примеры

### Радиальные многочлены
Ниже представлены несколько первых радиальных многочленов.
{\displaystyle R_{0}^{0}(\rho )=1}
{\displaystyle R_{1}^{1}(\rho )=\rho }
{\displaystyle R_{2}^{0}(\rho )=2\rho ^{2}-1}
{\displaystyle R_{2}^{2}(\rho )=\rho ^{2}}
{\displaystyle R_{3}^{1}(\rho )=3\rho ^{3}-2\rho }
{\displaystyle R_{3}^{3}(\rho )=\rho ^{3}}
{\displaystyle R_{4}^{0}(\rho )=6\rho ^{4}-6\rho ^{2}+1}
{\displaystyle R_{4}^{2}(\rho )=4\rho ^{4}-3\rho ^{2}}
{\displaystyle R_{4}^{4}(\rho )=\rho ^{4}}
{\displaystyle R_{5}^{1}(\rho )=10\rho ^{5}-12\rho ^{3}+3\rho }
{\displaystyle R_{5}^{3}(\rho )=5\rho ^{5}-4\rho ^{3}}
{\displaystyle R_{5}^{5}(\rho )=\rho ^{5}}
{\displaystyle R_{6}^{0}(\rho )=20\rho ^{6}-30\rho ^{4}+12\rho ^{2}-1}
{\displaystyle R_{6}^{2}(\rho )=15\rho ^{6}-20\rho ^{4}+6\rho ^{2}}
{\displaystyle R_{6}^{4}(\rho )=6\rho ^{6}-5\rho ^{4}}
{\displaystyle R_{6}^{6}(\rho )=\rho ^{6}.}